# Corea del Sud ai Giochi della XX Olimpiade
La Corea del Sud partecipò ai Giochi della XX Olimpiade che si sono svolti a Monaco di Baviera dal 26 agosto all'11 settembre 1972, con una delegazione di 42 atleti impegnati in 8 discipline per un totale di 24 competizioni. Il bottino della squadra, alla sua settima partecipazione di Giochi estivi, fu di una medaglia d'argento conquistata nel judo.

## Medaglie
| Medaglia | Nome         | Sport | Evento       |
| -------- | ------------ | ----- | ------------ |
| Argento  | Oh Seung-lip | Judo  | fino a 80 kg |